# سرپ ی مولوت (باشقیرستان)
سرپ ی مولوت (انگلیسی: Serp i Molot, Republic of Bashkortostan) یک شهرک در شهرستان کوگارچینسکی جمهوری باشقیرستان در کشور روسیه است.